# 獨立音樂
獨立音樂（英語：Independent music），或称硬地音乐（Indie music / Indie），是指有別於主流商業唱片廠牌所製作的音樂。顧名思義，獨立音樂的製作過程獨立自主，從錄音到出版都由音樂家獨立完成。獨立一詞可用以形容其他音樂類型，如獨立搖滾。雖然許多獨立音樂家的風格無法清楚界定，因而歸類到不同的音樂類型，但在一般說法上或音樂評論中依舊視為一種音樂類型，包括那些非獨立製作的音樂。

## 獨立音樂的起源
獨立音樂一詞的源於1980年代歐洲的後龐克，意旨「只作自己，而不願隨著一般龐克日益僵化之美學的龐克樂團和音樂廠牌」而後獨立音樂在英國也囊括了新浪潮、叮当流行等 ，而獨立音樂音樂在英國也演變成小型唱片公司所推出的音樂。
在美國，獨立音樂的發展可追朔於1970年代對於世界唱片體系的反動及主流搖滾的疲乏，人們開始轉往地下音樂發展，又以另類搖滾為大宗，然而在另類搖滾中具有代表性的Nirvana、Pearl Jam、R.E.M.等樂團走紅並被主流唱片業簽下後，另類搖滾逐漸向傳統流行音樂靠攏，而其他仍處在地下狀態，或是選擇保持自我風格的音樂流派便轉而使用「獨立音樂」（Indie）一詞來與「另類」（Alternative）作區別。

## 獨立音樂與科技
有賴於網路科技，音樂家能夠以低廉的成本吸引龐大的潛在聽眾，而不一定要依附在主流廠牌下。新的數位音樂軟體也鼓勵了使用者發掘新的音樂類型。數位服務的版稅可能成為主要收入的來源。若獨立音樂家已投入成本錄音、生產以至於推廣專輯，發布到網路上的成本很小，甚至免費。數位服務讓新的歌迷接觸到獨立音樂，也讓網路音樂零售商增加銷量。若能在網路上供應，音樂家們也可以更頻更快推出作品。此外，音樂家也能夠推出傳統方式上較費成本的限量商品、絕版品或現場周邊商品。